# Scrophularia bulgarica
Scrophularia bulgarica är en flenörtsväxtart som först beskrevs av Nikolai Andreev Stojanov, och fick sitt nu gällande namn av D. Peev. Scrophularia bulgarica ingår i släktet flenörter, och familjen flenörtsväxter. Inga underarter finns listade i Catalogue of Life.